# Carabus constricticollis
Carabus constricticollis es una especie de insecto adéfago del género Carabus, familia Carabidae. Fue descrita científicamente por Kraatz en 1886.
Habita en China, Corea del Norte y Rusia.